# Riportando tutto a casa
(Canto di Natale)
Riportando tutto a casa è il primo album dei Modena City Ramblers, prodotto nel marzo 1994 per l'etichetta indipendente romana Helter Skelter records. Nei mesi successivi viene acquistato dalla Black Out PolyGram, che lo ristampa con l'aggiunta del brano Il bicchiere dell'addio con la partecipazione di Bob Geldof e l'ingresso del batterista Roberto Zeno.
È il disco con cui i Modena City Ramblers rivendicano la loro identità meticcia, fatta di storie, ritmi e suoni irlandesi ed emiliani, dei racconti sulla resistenza e gli anni settanta, di viaggi e di lotte.

## Il disco
Diversi sono i riferimenti alla cultura folk o della musica tradizionale, a partire dal titolo, che è la traduzione dell'album Bringing It All Back Home di Bob Dylan. Oltre a recuperare in nuove versioni Quarant'anni, Bella ciao, Contessa e Ahmed l'ambulante (tracce già contenute in Combat Folk) l'album contiene una canzone d'amore per l'Irlanda (In un giorno di pioggia) e l'autoironica e malinconica Delinqueint ed Mòdna (che fa riferimento a fatti realmente accaduti agli esordi dei Ramblers).
Inoltre, il brano Il bicchiere dell'addio contiene numerosi riferimenti a The Body of an American dei Pogues, a partire dalla quasi identica melodia della strofa, fino al saluto "fare-thee-well" (che significa proprio "addio") ripetuto numerosamente in entrambi i ritornelli. Allo stesso modo, in una delle parti strumentali de I funerali di Berlinguer viene eseguito il brano tradizionale irlandese Salmon Tails Up the Water, che verrà reinterpretato dai Pogues stessi nel 2008 sotto il titolo di The Kerry Polka ed inserito come traccia inedita nel box set Just Look Them in the Eye and Say...POGUE MAHONE!!.
La versione di Contessa, originariamente scritta da Paolo Pietrangeli, è invece musicalmente un mix di diversi brani: l'intro strumentale è ripresa dal celebre brano della tradizione irlandese The Spanish Cloak, la melodia delle strofe si ispira alle note di The Old Main Drag, sempre dei Pogues, mentre il ritornello è fedele alla versione originale di Pietrangeli. Infine la celebre intro strumentale di Bella ciao, completamente rinnovata rispetto alla versione di Combat Folk, riprende fedelmente il celebre brano irlandese The Lonesome Boatman del grande musicista irlandese Finbar Furey. Nel successivo album La grande famiglia, i Modena City Ramblers "sveleranno" questo loro omaggio suonando (e citando) il brano originale in coda al canto La mondina.

## Tour celebrativo
Nell'autunno-inverno del 2009 i Modena City Ramblers varano un tour celebrativo per i 15 anni trascorsi dall'uscita di Riportando tutto a casa, proponendo una scaletta impostata che rivive le canzoni contenute nell'album del 1994. Per l'occasione ritorna tra le file Luciano Gaetani, polistrumentista nonché cofondatore della band emiliana, e fa la prima comparsa alla chitarra Luca Serio Bertolini.

## Copertina
La foto di copertina, che ritrae un interno rustico con un gran numero di oggetti in disordine, è stata scattata presso la Trattoria del Gallo Azzurro di Sassuolo, in provincia di Modena.

## Tracce
1. In un giorno di pioggia - 4:42
2. Tant par tachèr / The Atholl Highlanders - 5:32
3. Quarant'anni - 3:42
4. Delinqueint ed Mòdna - 4:04
5. Morte di un poeta - 3:45 dedicata a Helno
6. I funerali di Berlinguer - 6:39
7. Il bicchiere dell'addio - 4:28 aggiunta nella ristampa della BlackOut-PolyGram
8. Canto di Natale - 4:20
9. Ahmed l'ambulante - 4:44 testo di Stefano Benni
10. Contessa - 4:32
11. Bella ciao - 3:17
12. The Great Song of Indifference - 3:02 cover in modenese dell'omonima canzone di Bob Geldof
13. Ninnananna - 3:52

## Formazione
- Stefano "Cisco" Bellotti - voce, cori
- Luciano "Lucio" Gaetani - bouzouki, banjo, scottish pipe, darabouka, whistle
- Franco "Franchino" D'Aniello - tin whistle, flauto, ocarina
- Alberto "Guardia Rossa" Cottica - fisarmonica, cori
- Alberto "Mors" Morselli - voce, bodhrán, assicella, cucchiai, timpani, cori
- Massimo "Ice" Ghiacci - basso, cori
- Marco Michelini - violino
- Giovanni Rubbiani - chitarra, cori
- Roberto "Guagliò" Zeno - batteria, percussioni, campanella

### Altri musicisti
- Vania Buzzini - bodhrán in Tant par tachèr - The Atholl Highlanders
- Arcangelo "Kaba" Cavazzuti - rullante, congas, cymbal, claves in Delinqueint ed Mòdna e Ahmed l'ambulante
- Filippo "Il conte" Chieli - viola in Canto di Natale, Contessa, The great song of indifference e Ninnananna
- Chris Dennis - violino in Morte di un poeta e The great song of indifference
- Ann "Irish" Dwyer - voce in In un giorno di pioggia
- Andrea "Sgniptz" Laudicina - mandolino in Morte di un poeta e I funerali di Berlinguer
- Alessandro "Alle" Marani - batteria in Morte di un poeta, I funerali di Berlinguer e Bella ciao
- Bob Geldof - voce in Il bicchiere dell'addio
- Coro Saharawi - cori in Ahmed l'ambulante e Bella ciao
- Coro Partigiano, presente, tra gli altri Davide "Dudu" Morandi - cori in Ahmed l'ambulante e Bella ciao